# مردان تراونیکی
مردان تراونیکی (به آلمانی: Trawnikimänner) از جمله همدستان اروپای مرکزی و شرقی آلمان نازی بودند که از میان اسیران اردوگاه‌های اسیران جنگی آلمان نازی برای سربازان ارتش سرخ شوروی که در مناطق مرزی در جریان عملیات بارباروسا در ژوئن ۱۹۴۱ اسیر شده، استخدام شده بودند. هزاران تن از این داوطلبان تا پایان جنگ جهانی دوم در قلمرو دولت عمومی لهستان تحت اشغال خدمت می‌کردند. مردان تراونیکی متعلق به دسته ای از هیوی‌ها (کوته‌نوشت Hilfswilliger به آلمانی، به معنای تحت‌اللفظی «کسانی که مایل به کمک هستند») بودند؛ افرادی بومی که به خدمت کمکی ارتش نازی درمی‌آمدند.
میان سپتامبر ۱۹۴۱ و سپتامبر ۱۹۴۲، نیروهای اس‌اس و پلیس آلمان ۲۵۰۰ نفر از مردان تراونیکی معروف به Hiwi Wachmänner (نگهبانان) را در اردوگاه آموزشی ویژه تراونیکی بیرون از لوبلین آموزش دادند. تا پایان ۱۹۴۴، ۵٬۰۸۲ مرد به انجام وظیفه می‌پرداختند. مردان تراونیکی توسط اشترایبل در دو گردان اس‌اس زوندردینست سازماندهی شدند. تخمین زده می‌شود که حدود ۱۰۰۰ هیوی در طی عملیات میدانی فرار کرده باشند.: 366  اگرچه اکثریت مردان تراونیکی یا هیویها از میان اسیران جنگی بودند، اما فولکس‌دویچه‌هایی از اروپای شرقی نیز در میان آنها بودند؛ به ویژه که آن‌ها توانایی صحبت به زبان‌های روسی، اوکراینی و سایر زبانهای سرزمین‌های اشغالی را داشتند. همه افسران اردوگاه تراونیکی از میان رایخس‌دویچه‌ها یا شهروندان رایش آلمان بودند، و بیشتر فرماندهان گروهان نیز از فولکس‌دویچه‌ها بودند (افرادی که زبان و فرهنگ آنها ریشه آلمانی داشت اما تابعیت آلمان را نداشتند). غیرنظامیان به خدمت گرفته شده و اسیران جنگی شوروی شامل ارمنیان، آذربایجانی‌ها، بلاروسی‌ها، استونیایی‌ها، گرجی‌ها، لتونیایی‌ها، لیتوانیایی‌ها، روس‌ها، تاتارها و اوکراینی‌ها بودند. مردان تراونیکی سهم عمده ای در عملیات راینهارد، طرح نازی‌ها برای نابودی یهودیان لهستان، داشتند. آنها همچنین در اردوگاه‌های مرگ خدمت می‌کردند و نیز نقش مهمی در فرونشاندن خیزش گتوی ورشو داشتند (نگاه کنید به گزارش اشتروپ).